# Virgínia Dias da Silva
Virgínia Dias da Silva, mais conhecida por Actriz Virgínia ou Virgínia Silva (Torres Novas, 19 de março de 1850 — Lisboa, 19 de dezembro de 1922) foi uma atriz portuguesa.

## Biografia
Nascida Virgínia Dias da Silva, a 19 de março de 1850, na freguesia de Salvador, em Torres Novas, era filha de Simão Dias da Silva e de sua mulher, Miquelina da Conceição, moradores na Rua da Levada e ambos naturais da mesma cidade.
Ainda jovem vem residir para Lisboa, aos cuidados de uma tia, que pretendia empregá-la num atelier de costura, destino que contrariava. Afirma-se ter sido por influência do seu padrinho, Rafael Rodrigues de Oliveira, acionista do Teatro da Rua dos Condes, que lhe despertou a paixão pelo teatro, tendo também sido por sua influência que foi inserida no meio artístico. Faz as suas primeiras audições aos 13 anos, com pouco sucesso. Passados 3 anos, Virgínia entra para o Teatro do Príncipe Real, do empresário César de Lima, com um contrato em que aufere mensalmente a quantia de 12 mil reis. Com apenas 16 anos, a 15 de abril de 1866, estreia-se num pequeno papel, na comédia em 2 atos Mocidade e Honra, no Príncipe Real.

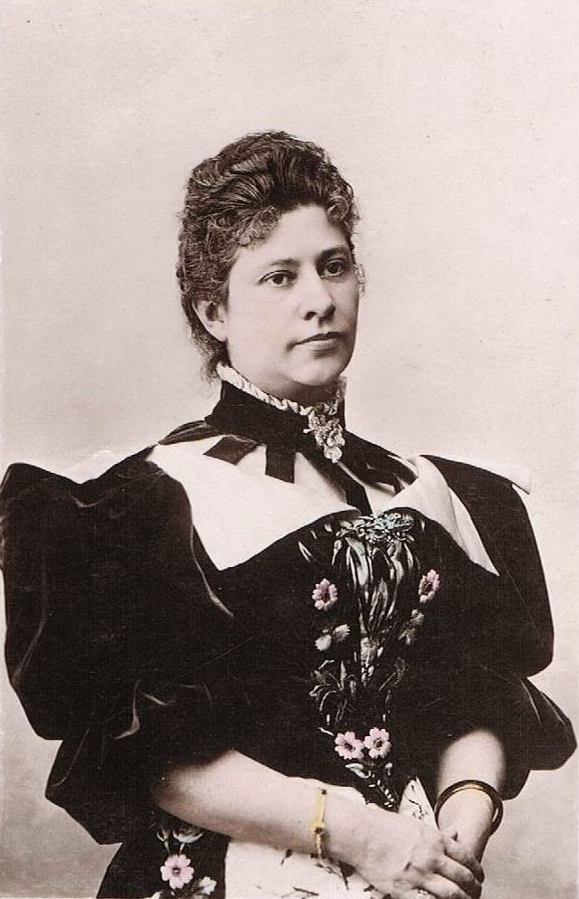
Retrato fotográfico de Virgínia Dias da Silva (década de 1880)

Tendo como mestre Pinto Basto, aí se confirma como atriz em papéis de ingénua: João, O carteiro, Os solteirões, O abismo, A vida de um rapaz pobre, Dois anjos, O que fizeram as rosas, A lâmpada maravilhosa e Por causa de uma carta. Interpreta os mais variados estilos teatrais inclusivamente a opereta, onde se sente particularmente desconfortável. Segue o ator e empresário José Carlos dos Santos quando este passa para o Teatro Nacional D. Maria II (empresa Santos & Pinto) onde troca os papéis de ingénua pelos de grande dama: A Princesa de Bagdad, Dionísia, Fédora, Othello e A estrangeira, ocupando o lugar vago pela morte de Manuela Rey.

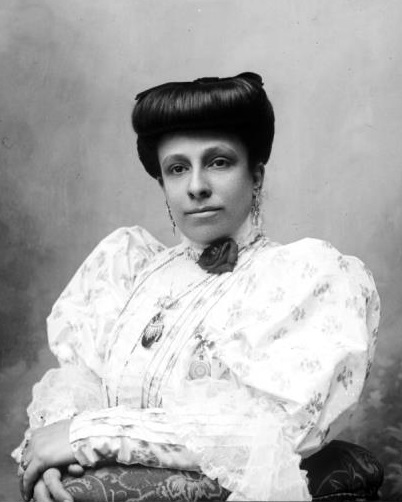
Actriz Virgínia (década de 1890, Aurélio Paz dos Reis, Centro Português de Fotografia).

Foi primeira-dama do teatro D. Maria II durante 27 anos consecutivos, apenas interrompidos por um ano no Teatro da Trindade. Aos 23 anos, já era considerada a primeira atriz portuguesa. A companhia deslocou-se por duas vezes ao Brasil (1886 e 1887) onde obteve, conforme os relatos da época, êxitos estrondosos. Uma das características mais extraordinárias, por várias vezes mencionada em crónicas da época, era a sua voz, particularmente bem timbrada e com acentos tais que lhe conferiam uma sonoridade cristalina. Outra, o seu caráter, sempre superior à mesquinhez das invejas e vaidades.
Casou a 10 de setembro de 1892, na Igreja de São Martinho de Cedofeita, no Porto, com o ator Alfredo Ferreira da Silva, natural da freguesia de Santo Ildefonso, de quem já tinha única filha, Maria Ema Ferreira da Silva (Santa Justa, Lisboa, 19 de novembro de 1888 — ?), e de quem se veio a divorciar a 18 de março de 1914. Factualmente apenas se sabe que, sete anos após abandonar a vida artística, Virgínia pede o divórcio a Ferreira da Silva. Desta época há muitos rumores, mas pouco de sabe de facto. Apenas que Virgínia teve a coragem de pedir a separação em 1913 a um homem socialmente bem estabelecido e poderoso, num penoso percurso que a retirou de uma vida cómoda para uma outra, muito modesta. A filha casaria em 1905 com Caetano da Silva Campos, de quem teve quatro filhos: Guilherme, António, Alexandre e Maria Teresa, tendo-se divorciado em 1918.

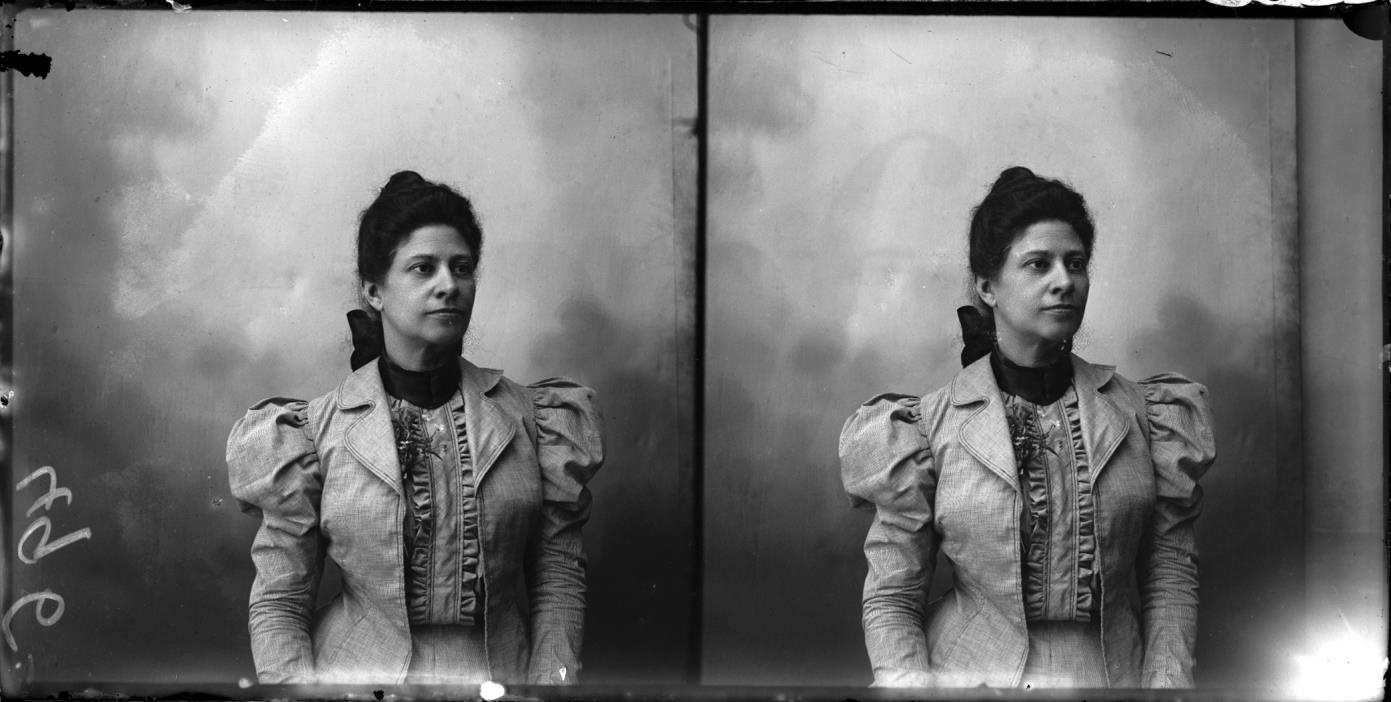
Retrato da actriz Virgínia Silva. Autoria de Aurélio da Paz dos Reis

Em 1902, é agraciada com o grau de cavaleiro da Ordem de Santiago, de mérito científico, literário e artístico e em 1920 com o grau de Comendador da Ordem Militar de Sant’Iago da Espada, tendo sido ainda agraciada com outras condecorações e homenagens, algumas delas patentes no Museu Municipal Carlos Reis.
Em 1906 foi no entanto obrigada a retirar-se dos palcos devido a, alegadamente, doença. A imprensa mobiliza-se por iniciativa do crítico teatral Braz Burity, do jornal A Lucta, para que recebesse uma reforma do Estado.

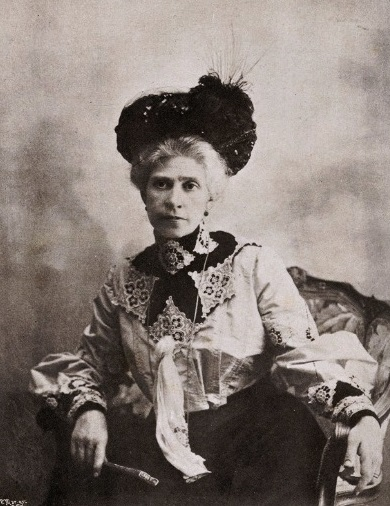
Actriz Virgínia aos 56 anos (Tiro e Sport, 1906).

Em 40 anos de carreira, Virgínia passa sempre por grandes companhias de teatro e integra inclusive uma dedicada ao teatro moderno, na Companhia Rosas & Brazão. "Ao longo da sua carreira viveu muito bem e casou muito bem", explica Margarida Moleiro, salientando que, apesar de tudo, Virgínia teve "muita sorte" em termos de carreira. Virgínia "foge aos estereótipos das atrizes da época e do cancan, era uma atriz de grande austeridade, uma senhora", defende, destacando a sua dedicação ao teatro, ao estudo, à arte, para estar ao mesmo nível que atrizes mais bonitas ou mais exuberantes. Era tida como portadora de um "espírito fidalgo", com "qualidades de disciplina e de primores de caráter pouco vulgares", cita a Illustração Portuguesa.

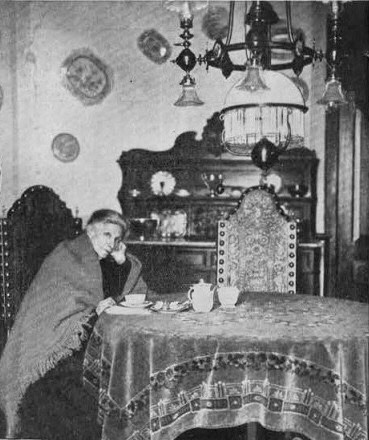
Actriz Virgínia em sua casa, no último ano de vida (Illustração Portuguesa, 1922).

Já quase no final da vida, aos 70 anos, participou numa das primeiras longas-metragens feitas em Portugal, ainda em cinema mudo, intitulada O Condenado, realizada por Mário Huguin e Afonso Gaio, que estreou a 2 de maio de 1921, no Cinema Olympia, em Lisboa e cujo protagonista foi Almada Negreiros. Foi o seu último papel. O divórcio, a doença e uma reforma baixa levou a que acabasse por cair em situação económica muito débil. A 17 de abril de 1922, no Teatro de São Carlos, por iniciativa do Diário de Notícias, foi-lhe organizada uma festa de homenagem com o propósito de a auxiliar. A imprensa acompanhou-a sempre, nos seus triunfos e riqueza, como no seu infortúnio e tão só com ela conseguimos obter um corpus iconográfico extenso desde o retrato à caricatura. Virgínia era uma mulher socialmente muito ativa, envolvendo-se na proteção de atrizes em fim de carreira que não tinham como sobreviver, como Emília Cândida, que também passava por dificuldades financeiras.
Faleceu a 19 de dezembro de 1922, aos 72 anos de idade, vítima de insuficiência cardíaca, na sua residência, situada no 1.º andar do número 122, da Rua Luciano Cordeiro, freguesia do Coração de Jesus, em Lisboa. O acontecimento foi largamente noticiado e o funeral concorrido por centenas de pessoas. Foi sepultada no Jazigo dos Artistas Dramáticos, no Cemitério dos Prazeres, em Lisboa.

## Legado e Homenagens

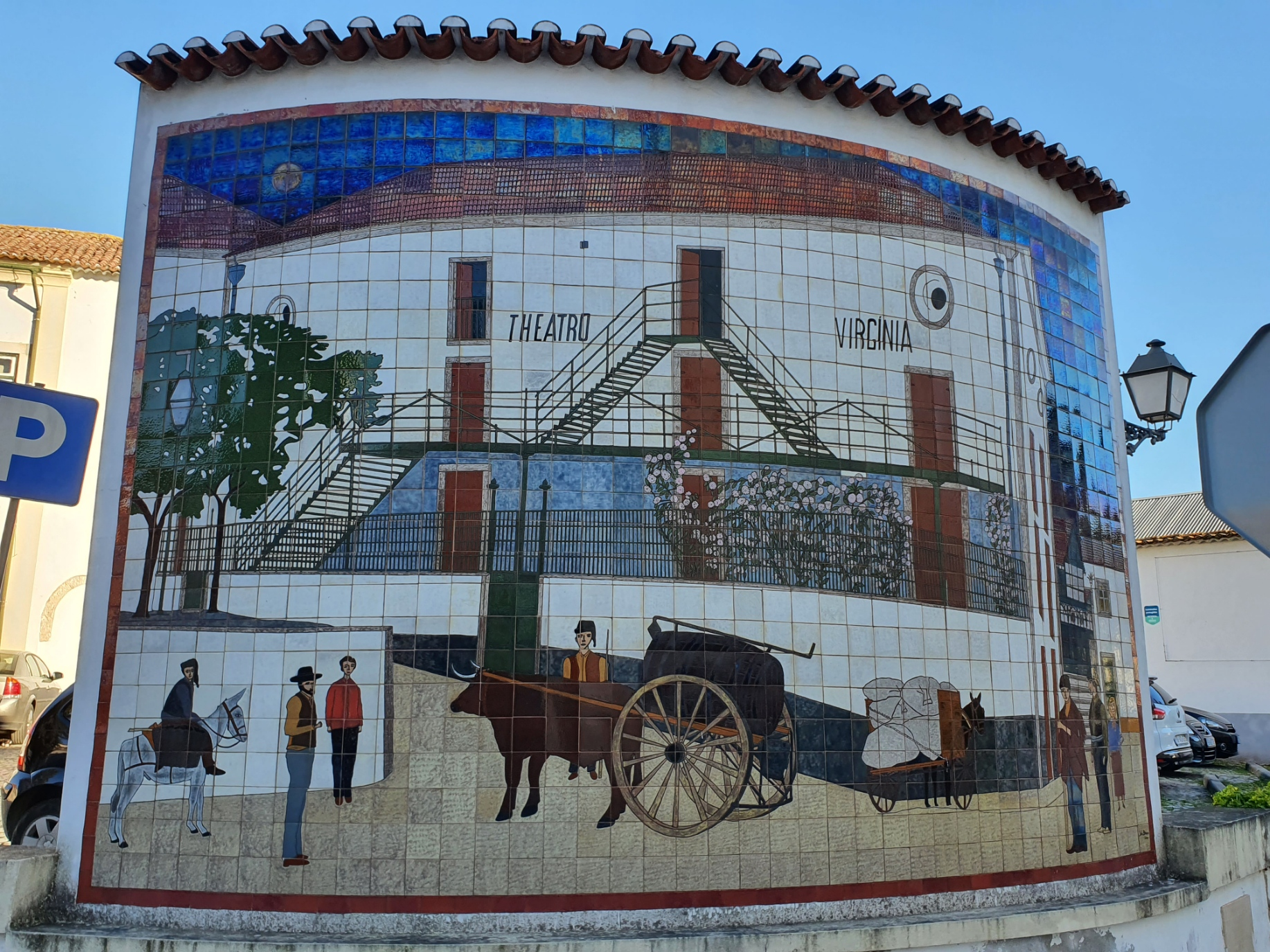
Painel de azulejos "Memória do Antigo Cine-Teatro Virgínia", do ceramista João Branco, inaugurado a 15 de Outubro de 2000, no Largo do Paço, em Torres Novas.

O seu nome foi atribuído a uma rua em Lisboa, no Bairro dos Atores, com entrada pela Avenida Almirante Reis (Rua Actriz Virgínia, freguesia de Alto do Pina) e outra na sua terra natal, em Torres Novas, freguesia de Santa Maria.
Também foi dado o seu nome, como título honorário, ao antigo Teatro Torrejano, por ocasião de uma visita de Virgínia e do seu marido a Torres Novas, no verão de 1895, sendo mais tarde a sala de espetáculos renomeada de Cineteatro Virgínia. Deixando de reunir condições, devido ao seu mau estado de conservação, em 27 de Outubro de 1956, foi inaugurado o novo Teatro Virgínia, perpetuando uma vez mais a homenagem à artista de teatro, num projeto do arquiteto Fernando Schiapa de Campos, com a peça “As Meninas da Fonte da Bica”, original de Ramada Curto, pela Companhia Amélia Rey Colaço-Robles Monteiro.

No âmbito das comemorações do primeiro centenário do seu nascimento, decidiu a vereação da Câmara Municipal de Torres Novas descerrar uma placa na casa onde nasceu, na Rua Alexandre Herculano (antiga Rua da Levada).